# 英俊
英俊（えいしゅん、永正15年（1518年） - 文禄5年（1596年））は、戦国時代の僧侶。興福寺多聞院主。号は長実房。多聞院英俊と呼ばれることが多い。

## 生涯
永正15年（1518年）に大和国の豪族で興福寺大乗院方坊人の十市氏の一族として、父・盛眼、母・某の間に生まれた。享禄元年（1528年）に11歳の時に興福寺妙徳院へ入ると、天文2年（1533年）には妙徳院長蓮房英繁を師として得度し、長実房の号を称した。天文3年（1534年）に没した母の忌中に病にかかり、赤童子に救われた夢を見て一生を修学に捧げる決心をした。その後、学問を修めて多聞院主となり、法印権大僧都に昇進。大乗院門主の尋憲の後見となる。
英俊は発心院祐算のもとで唯識の研鑽を積み、大乗院尋円・尋憲の御同学となっている。尋円・尋憲が対立した時にはその関係修復に奔走した。晩年、一乗院尊政からも師匠として尊敬され、英俊のもとにあった書籍が一乗院へ譲られている。
戦国時代の事件や畿内要人の動向・噂などを記録した『多聞院日記』は英俊よりも前の応仁の乱の時代から作成されていたが、英俊もこれを受け継ぎ、天文3年（1534年）から死の直前の文禄5年（1596年）に至るまでの60年間以上もの間を執筆したため、同書の主著者といえる。慶長4年（1599年）の日記の登場人物は英俊時代のものと変わらないので、英俊の弟子が多聞院で書いたことは間違いない。混在する文明年間（1469年 - 1487年）・永正年間（1504年 - 1521年）の日記は、恐らく英俊が借覧筆記したものであろう。同書は戦国時代の時流を知る上での基礎史料となっている。徳川光圀や前田綱紀の修史事業、江戸幕府書物方・下田師古による抜書で世に知られたが、原本は失われてしまった。大乗院記録所による近世中期の写本が明治維新の波をかいくぐり、現在の公刊史料の底本となっている。
文禄5年（1596年）正月に死去した。

## 日本初の猫の戒名
英俊は猫や犬が大好きだったようで、英俊の日記には多くの猫や犬が登場する。猫が子どもを産んだと聞くと喜び、犬が鉄砲で撃たれたと聞くと悲しみ、日記に「不憫だ」と書き記すほどであった。
ある時、そんな英俊の愛猫が亡くなってしまった。その悲しみは深く、英俊は日記に「うちの子が死んだ。不憫、不憫。『妙雲禅尼』と名付けた。今でも信じられない」と書いた。なんと英俊は、亡くなった愛猫が成仏できるように戒名を付けてあげたのだった。猫の名前は不明であるが、『妙雲禅尼』とあることから雌猫だったことはわかる。おそらくこれは日本史上、もっとも早い猫の戒名である。

## 夢の記録
英俊は『多聞院日記』に多くの夢を記録しており、生涯にわたって丹念に夢の記録を残したのは近代以降を除くと中世の僧明恵に次ぐものと思われる。ユング派の臨床心理学者の河合隼雄は、明恵と比較した英俊の夢への態度について、せっかく生涯にわたって夢を記録しながらそこからあまり多くを得ていないし、読んでも興味深いものが少ない。あえて極論すると悪しき夢判断の犠牲というべきで、あまりにも具体的に夢のメッセージを受け止めようとし、自分の願望と現実との区別も定かでなくなるような態度を持ったために、せっかく夢を記録しながら明恵のような個性化の過程を歩むことができなかったのだろうとしている。